# (4276) Clifford
(4276) Clifford es un asteroide perteneciente al grupo de los asteroides que cruzan la órbita de Marte descubierto por Edward L. G. Bowell el 2 de diciembre de 1981 desde la Estación Anderson Mesa, en Flagstaff, Estados Unidos.

## Designación y nombre
Clifford fue designado al principio como 1981 XA.
Más adelante, en 1990, se nombró en honor del astrónomo aficionado canadiense Clifford Cunningham.

## Características orbitales
Clifford orbita a una distancia media del Sol de 2,01 ua, pudiendo alejarse hasta 2,419 ua y acercarse hasta 1,6 ua. Su excentricidad es 0,2038 y la inclinación orbital 21,03 grados. Emplea en completar una órbita alrededor del Sol 1041 días.

## Características físicas
La magnitud absoluta de Clifford es 14,5. Está asignado al tipo espectral Cb de la clasificación SMASSII.